# Jurgi (województwo warmińsko-mazurskie)
Jurgi – (dawniej Jürgenguth, Georgensguth) wieś w Polsce położona w województwie warmińsko-mazurskim, w powiecie szczycieńskim, w gminie Pasym. W latach 1975–1998 miejscowość administracyjnie należała do województwa olsztyńskiego.
Wieś mazurska o zwartej zabudowie z murowanymi domami z końca XIX i początku XX w. Dawna jednoklasowa szkoła obecnie użytkowana jest jako budynek mieszkalny. Za wsią znajduje się dawny cmentarz ewangelicki.
Wieś lokowana w 1384 r. na prawie chełmińskim. W 1429 odnowiono przywilej lokacyjny. Kapliczkę, stojącą przy drodze do Dźwiersztyn, zbudowano po 1945 r.